# Lago Dabelow
El lago Dabelow (en alemán: Dabelowsee) es un lago situado en el distrito de Llanura Lacustre Mecklemburguesa —junto a la frontera con el estado de Brandeburgo—, en el estado de Mecklemburgo-Pomerania Occidental (Alemania), a una altitud de 60 metros; tiene un área de 101 hectáreas.